# Tiel
Tiel est une ville et commune néerlandaise, située dans la province de Gueldre. Il s'agissait vers l'an mil d'un des grands ports fluviaux des Pays-Bas, plate-forme commerciale entre le Saint Empire et les Îles Britanniques. Elle comptait 42 672 habitants au 31 janvier 2023.

## Historique

### Préhistoire et antiquité
En 2011, près du parc d'activités Kellen, le long du Linge, un site de l'Age de pierre a été découvert. Les archéologues ont trouvé des traces d'habitation, de poterie, de silex et d'os d'animaux.[1]
En 2017, l'un des sites romains les plus riches de la Betuwe a été découvert lors d'une extension du parc d'activités de Medel. Parmi les 2 500 objets en bronze trouvés figuraient un rare balsamarium (pot à onguent) décoré de divinités en relief de l'amour, et des objets de luxe tels que des épingles de cape, des bagues, des poignards, une lampe à huile et une passoire à vin. Les objets étaient situés dans une petite zone de vingt à cinquante mètres de large dans un ancien lit de rivière situé le long du "Hoge Hof" légèrement plus élevé. Les chercheurs soupçonnent qu'une villa ou un sanctuaire s'y trouvait autrefois.[2][3]
Plusieurs cimetières du Néolithique (vers 3650 av. J.-C.) ont également été découverts, dont une tombe d'au moins huit personnes.[1][4]

### Moyen-Âge
Tiel est l'une des plus anciennes villes des Pays-Bas : le lieu remonte à la période 850-1100, tandis que la plupart des villes néerlandaises ont été fondées à la fin du Moyen-Âge (1150-1300).
La perte vers 850 de la ville commerciale internationale de Dorestad, à une dizaine de kilomètres, a entraîné le déplacement d'une partie du commerce vers Tiel. En 896, Tiel reçut le droit de péage du roi franc Zwentibold. Les recherches archéologiques dans le centre-ville ont confirmé ce que l'on savait déjà par des sources écrites : aux Xe et XIe siècles, la ville était une colonie commerciale d'importance internationale, qui entretenait des liens étroits avec la ville commerciale beaucoup plus riche et plus puissante de Cologne. Tiel entretenait également des relations commerciales étroites avec l'Angleterre à cette époque. Avant même 950, un château en pierre a été construit à Tiel qui servait, entre autres, de maison de péage.
Selon le chroniqueur bénédictin Alpert de Metz, Tiel a été pillé par les Vikings. Il a écrit que les pirates sont entrés dans le comptoir commercial sans opposition en 1006, emportant rapidement les vivres, après quoi la colonie a été incendiée.[5] Les preuves archéologiques du pillage font défaut.[6]
On ne sait pas si Tiel a acquis le droit de frapper, mais des pièces y ont été frappées.[7]
Ce sont des marchands de Tiel qui vers 1015 se plaignent auprès de l'empereur allemand du péage illégal mis en place près de Flardingue par le comte Thierry III. Cela conduira à l'expédition punitive (pour l'empereur) contre le comte de Hollande, qui se terminera mal. Le blocus de la rivière Merwede institué par le comte Thierry III déclencha la bataille de Vlaardingen (1018).
Tiel a alors perdu la protection impériale. Combiné à l'envasement du Linge, cela a conduit à un déclin du rôle international de Tiel à partir du XIIe siècle. En 1174, l'empereur transféra le péage à Kaiserswerth.
Au XIIIe siècle, Tiel obtint les droits de cité de l'évêque d'Utrecht et rejoignit la Ligue hanséatique, une alliance nord-européenne de villes commerçantes, qui était particulièrement importante pour le commerce de la mer Baltique. Jusqu'à la fin du Moyen Âge, Tiel est restée une importante ville commerçante.
En 1136, 1334 et 1420[8], de grands incendies urbains eurent lieu à Tiel.
En 1202, Tiel et le château ont été détruits par les troupes gueldroises et hollandaises.
Dans le vieux centre-ville, plusieurs monuments rappellent ce riche passé, comme l'église Saint-Martin (nl), la Waterpoort (nl) avec la Groote Sociëteit, le Palais de justice, l'ancienne société Bellevue (nl), l' Ambtmanshuis (nl) datant de 1525, qui, avec l' Ambtmanstuin conçu par Jan David Zocher (nl), fait partie du complexe de la mairie et de la maison gothique de la Weerstraat, datant également du XVIe siècle.
Tiel a été l'une des premières municipalités des Pays-Bas à avoir construit un cimetière en dehors des limites de la ville. Le cimetière de Ter Navolging (nl) date de 1786.

### XIXesiècle
Dans la seconde moitié du XIXe siècle, Tiel est devenue une petite ville industrielle. L'industrie métallurgique, les entreprises de galvanisation et de transformation des fruits en particulier se sont développées. Les murs de la ville ont été démolis et la première expansion urbaine a commencé. Le canal d'inondation a été construit en 1878 entre le Waal près de Tiel et le Linge près de Wadenoijen, dans le cadre de la Nouvelle ligne d'eau de Hollande.

### Seconde Guerre Mondiale
Pendant la Seconde Guerre mondiale, Tiel a été durement touchée lors des combats entre les occupants allemands qui étaient stationnés dans la ville et les Alliés qui se trouvaient de l'autre côté du Waal. L'église Saint-Martin et la Waterpoort, entre autres, ont été gravement endommagées par les bombardements. Dans les années qui ont suivi la guerre, le centre-ville s'est relevé, mais on retrouve encore des traces des bombardements.
Environ quatre cents personnes de Tiel et des environs n'ont pas survécu à la violence de la guerre.[9] Les victimes sont commémorées par plusieurs monuments : les lieux d'exécution (nl) localisés aux coupures (nl), le monument au guerrier tombé (nl), le momument mémoriel aux juifs (nl), le monument au cimetière juif (nl), une plaque mémorielle à N.A. Oostinga (nl), le mémorial des exécutés du 24 décembre 1944 (nl), le monument des Indis, le monument des Moluques et les 21 Stolpersteine.[10]
La sculpture De Roeier (nl) est située dans le hameau de Zennewijnen. Voir aussi la liste des monuments aux morts à Tiel (nl) et la liste des Stolpersteine à Tiel (nl).

### Après 1945
En 1949, la 50 000e maison d'après-guerre nouvellement construite aux Pays-Bas a été achevée et inaugurée par le ministre du Logement à Tiel. La Waterpoort a été reconstruite en 1979. En 2006, le dragage et le nettoyage des canaux de la ville ont commencé, qui contenaient encore des munitions de la guerre. Le dragage a été effectué à l'aide du Bombox, une construction de sécurité mobile spécialement construite pour ce projet. Au total, cinq cents gros et petits explosifs ont été ramenés à la surface.
Au XXe siècle, la ville s'est fortement développée. L'A15, construite dans les années 60, offrait un bon accès. L'extension ouest Westluiden a été créée, composée en grande partie de logements sociaux pour les travailleurs invités de la Méditerranée venus travailler dans l'industrie. La municipalité a ensuite été agrandie avec les villages de Drumpt, Kapel-Avezaath et Wadenoijen, qui faisaient autrefois partie de l'ancienne municipalité de Wadenoijen. De plus, le hameau de Latenstein en 1956 et le hameau de Medel en 2002 provenaient de la commune d'Echteld près de Tiel. Dans les années 1990, sur le site du hameau de Passewaaij, entre Wadenoijen et Tiel, la construction du nouveau lotissement Vinex de Passewaaij à grande échelle a commencé.
Le 31 janvier 1995 et les jours suivants, 250 000 personnes, variant de cinq jours à deux semaines, ont été contraintes d'évacuer de grandes parties de la zone fluviale en raison des niveaux d'eau dangereusement élevés du Rhin, de la Meuse et du Waal. Tiel était l'une des villes qui ont été évacuées. L'évacuation du Rivierenland (nl) a été l'une des plus importantes évacuations de l'histoire récente des Pays-Bas.

## Politique et administration

### Liste des bourgmestres successifs
| Portrait                                                             | Identité                                                | Période          | Période       | Durée                     | Étiquette                                        |
| Portrait                                                             | Identité                                                | Début            | Fin           | Durée                     | Étiquette                                        |
| -------------------------------------------------------------------- | ------------------------------------------------------- | ---------------- | ------------- | ------------------------- | ------------------------------------------------ |
| Andries Stolk                                                        | Andries Stolk (d) (27 avril 1914 - 4 juin 2000)         | 1er avril 1957   | 1968          | 11 ans                    | Parti travailliste                               |
| Gilles Borrie                                                        | Gilles Borrie (26 septembre 1925 - 28 décembre 2016)    | 1968             | 1973          | 5 ans                     | Parti travailliste                               |
| Pas de portrait sous licence libre disponible pour Klaas Broekens.   | Klaas Broekens (d) (30 juillet 1926 - 24 novembre 2012) | 16 novembre 1973 | 1981          | 8 ans                     | Parti travailliste                               |
| Jaap Pop                                                             | Jaap Pop (en) (né le 23 juin 1941)                      | 1981             | 1988          | 7 ans                     | Parti travailliste                               |
| Pas de portrait sous licence libre disponible pour Ed van Tellingen. | Ed van Tellingen (d) (né le 23 novembre 1937)           | 1989             | décembre 2002 | 13 ans                    | Parti travailliste                               |
| Steven de Vreeze, 2 avril 2015.                                      | Steven de Vreeze (en) (né le 23 septembre 1951)         | juin 2003        | janvier 2012  | 8 ans et 7 mois           | Parti travailliste                               |
| Hans Beenakker                                                       | Hans Beenakker (d) (né le 13 janvier 1966)              | 9 janvier 2012   | En cours      | 13 ans, 2 mois et 5 jours | Parti populaire pour la liberté et la démocratie |

## Transports
Tiel possède deux gares sur la ligne reliant Geldermalsen-Elst : Tiel et Tiel Passewaaij.

## Galerie

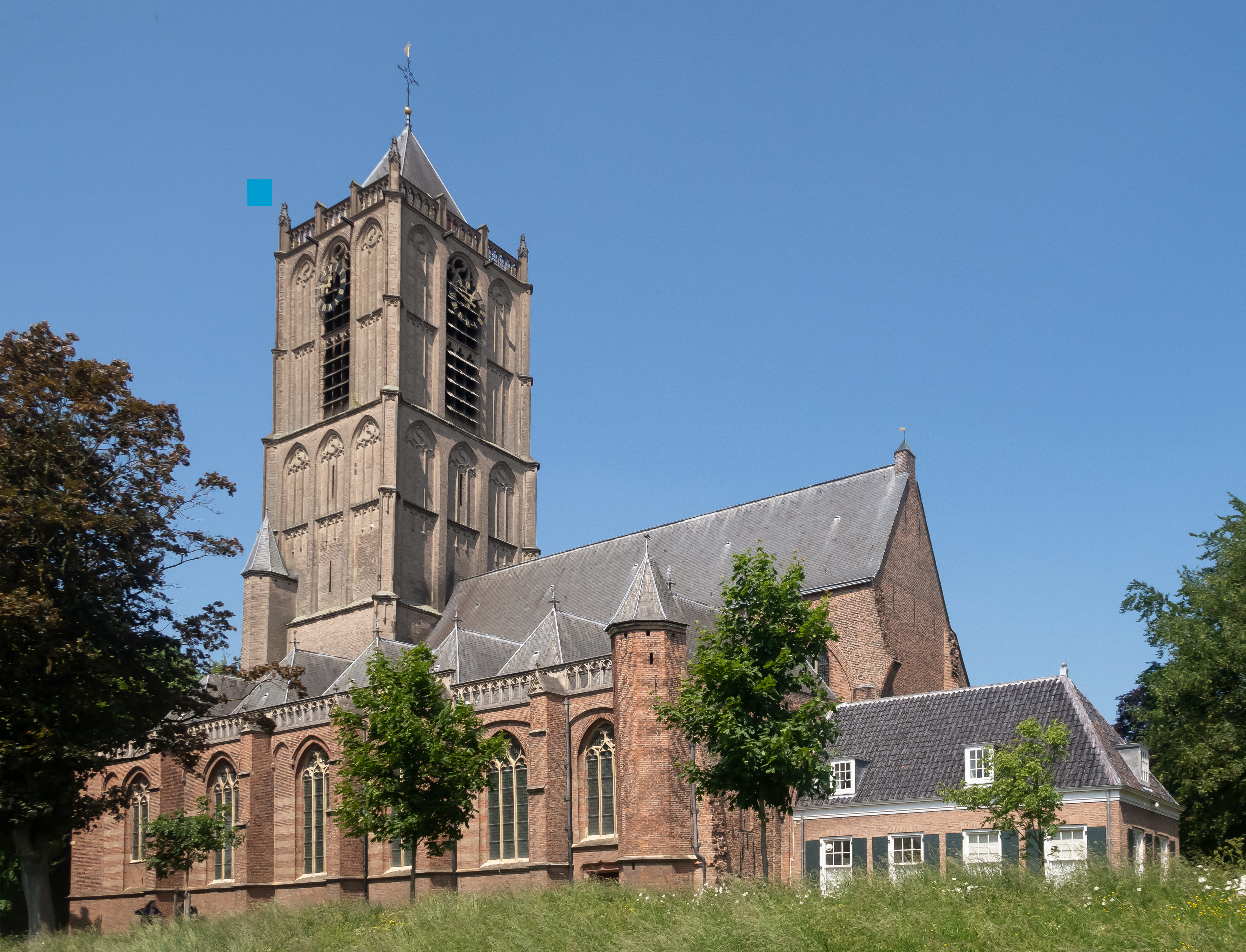
L'église : de Grote Kerk ou de Sint-Maartenskerk.
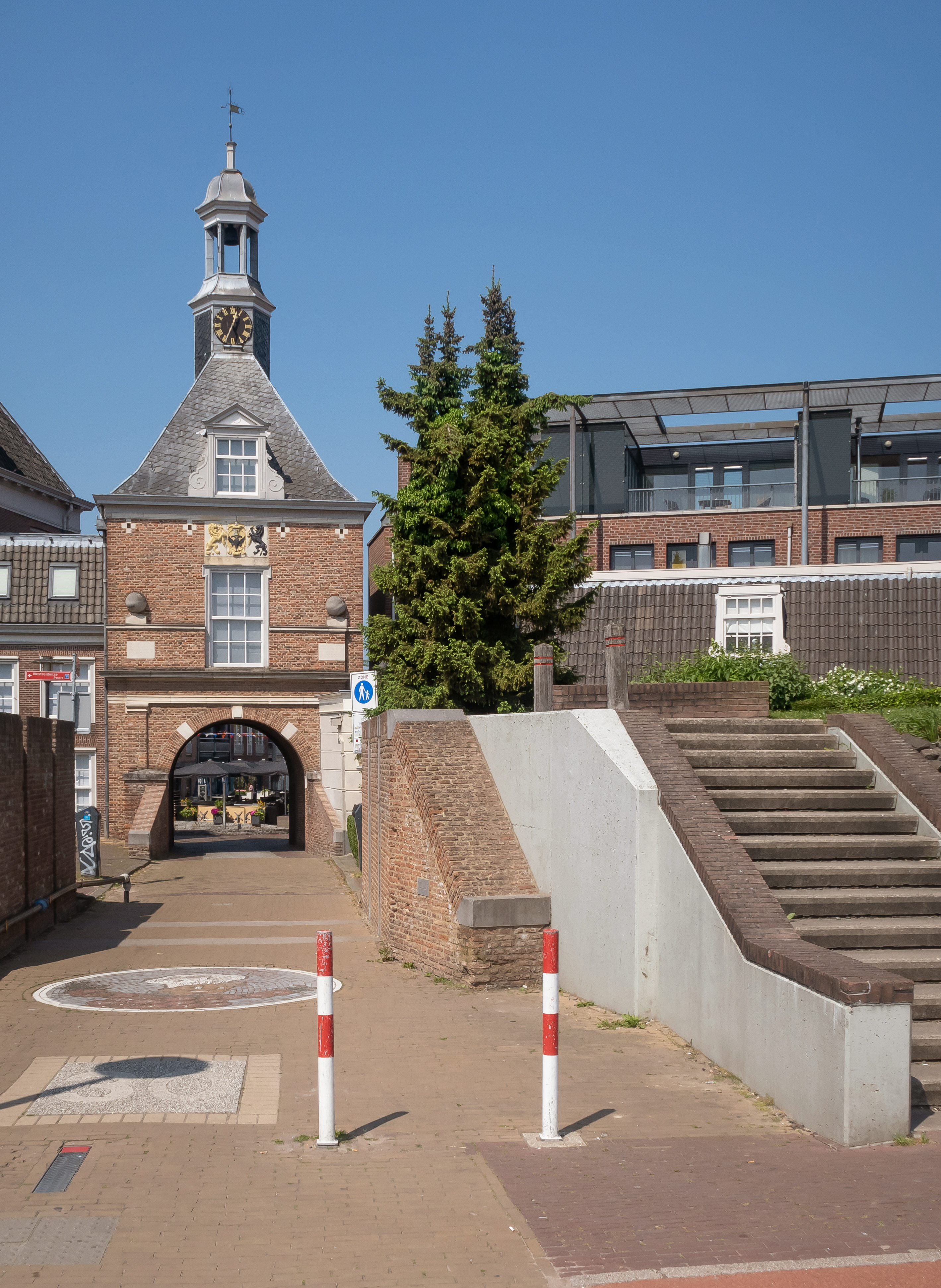
La porte (de Waterpoort) depuis la Havendijk.
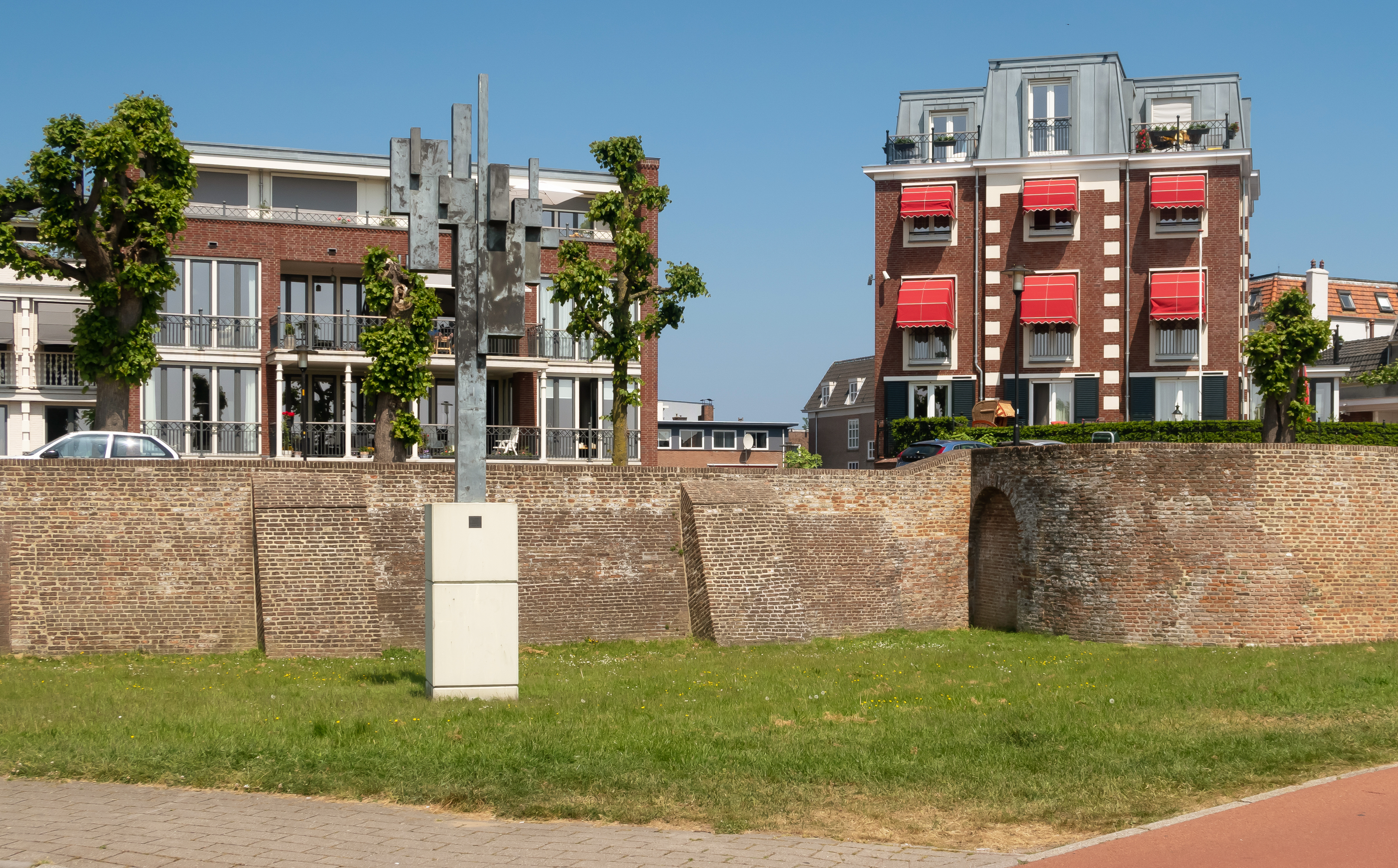
La sculpture : de Innerlijke evenwichtsoefening de Pieter Kooistra.
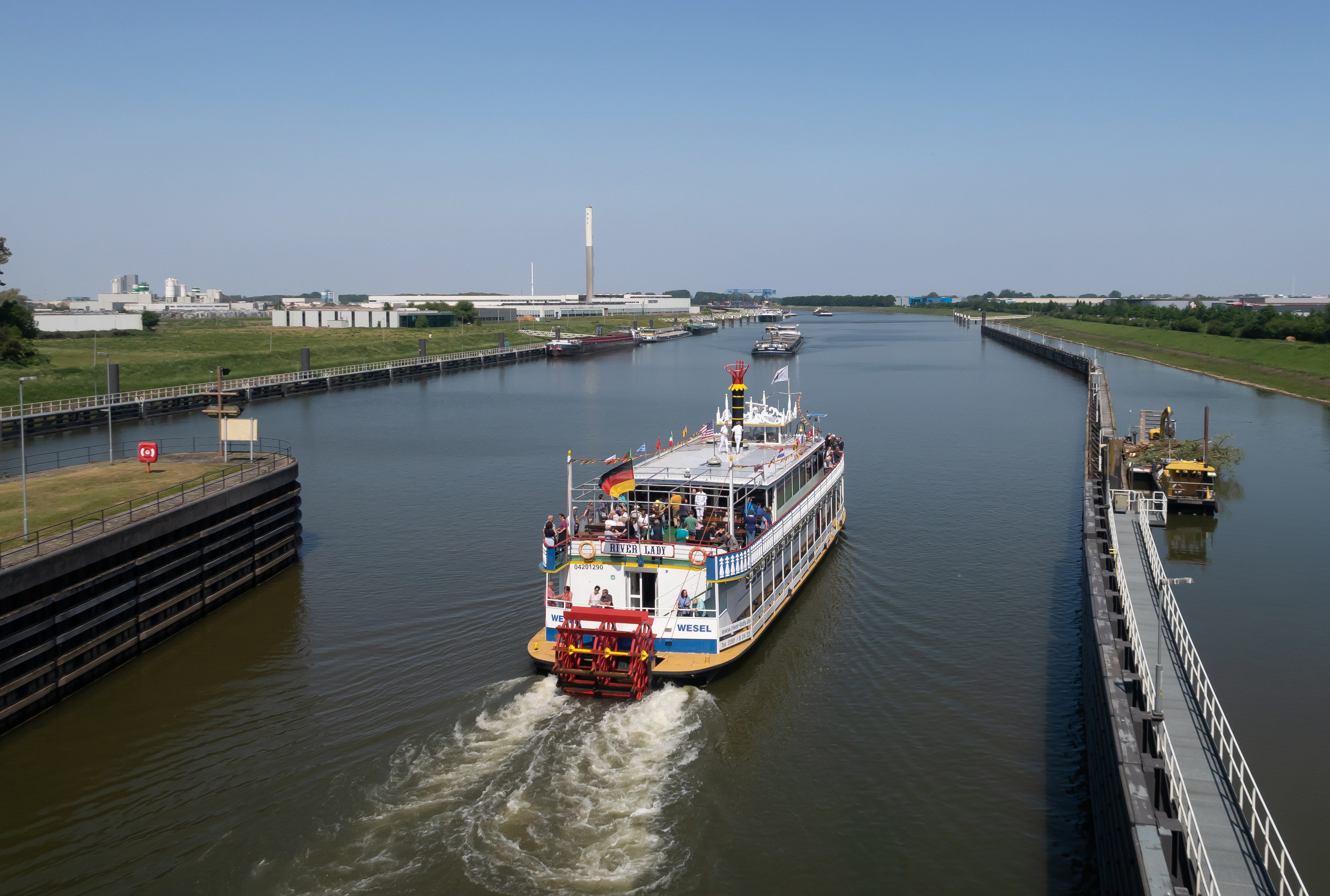
Le canal : le canal d'Amsterdam au Rhin près de Tiel.
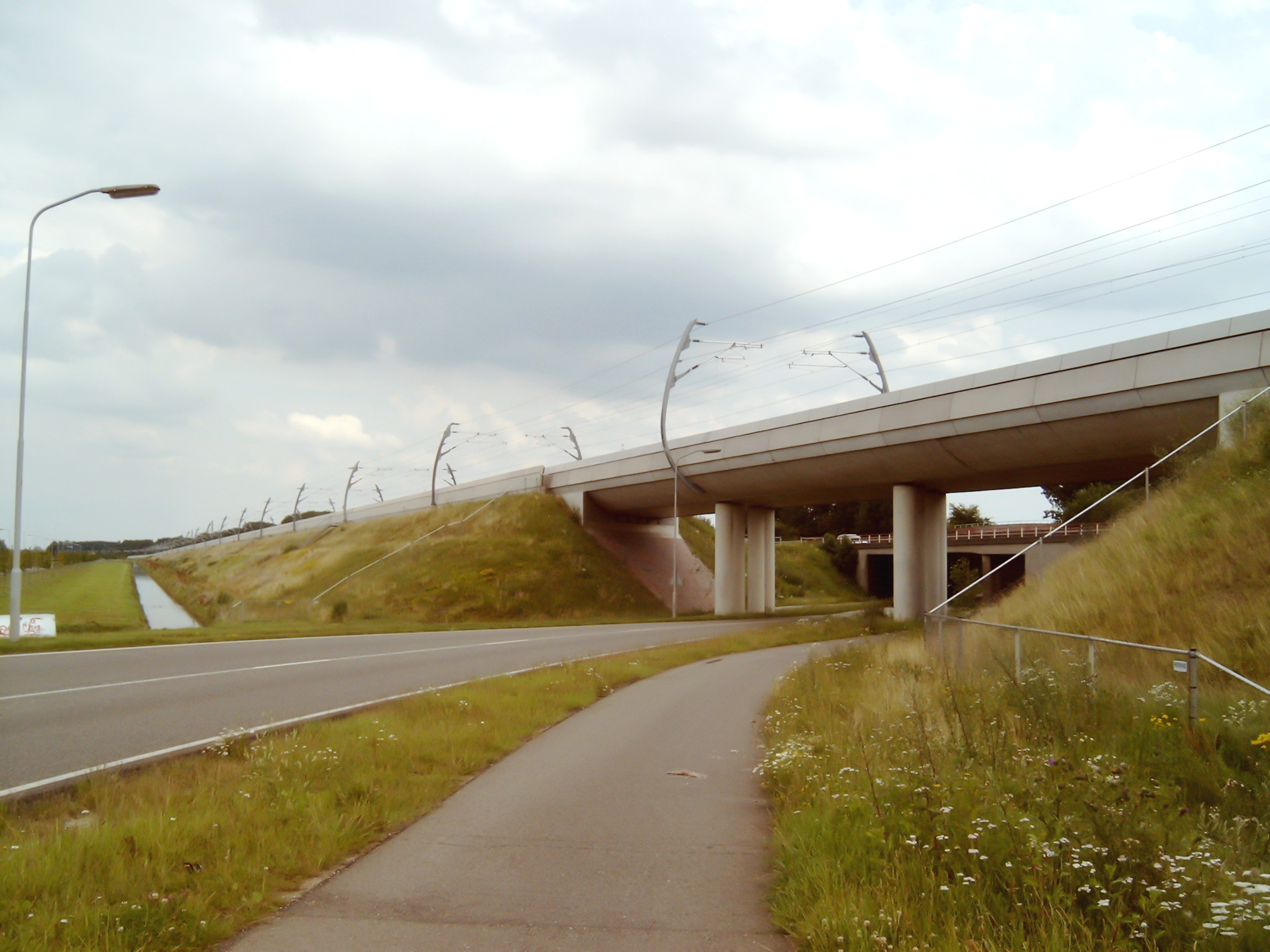
La ligne de la Betuwe près de Tiel.

## Personnalité liée à la commune
- Johannes Diederik van Leeuwen (1737-1817), homme politique néerlandais, né à Tiel ;
- Willem Theodorus van Bennekom (1756-1836), homme politique néerlandais, né à Tiel ;
- Godefriedus Dominicus van Hellenberg (1760-1817), homme politique néerlandais, mort à Tiel ;
- Nico Rienks (1964-), rameur néerlandais ;
- Patrick Stoof (1967-), acteur, metteur en scène et parolier néerlandais.
- Bobbie Traksel (1981-), coureur cycliste néerlandais ;
- Erik Pieters (1988-), footballeur international néerlandais ;
- Barry Maguire (1989-), footballeur néerlandais.